# Geuzenbos
Het Geuzenbos is een natuurgebied in de Groote IJpolder tussen het Recreatiegebied Spaarnwoude, het bedrijventerrein De Heining en de Spaarndammerdijk ten noordoosten van Halfweg in het Amsterdamse stadsdeel Westpoort. Het gebied met een oppervlakte van 60 hectare wordt in tweeën gedeeld door de Wethouder van Essenweg. Een van de toegangen tot het Geuzenbos bevindt zich naast het Boezemgemaal Halfweg.
Het Geuzenbos maakt sinds 2012 beleidsmatig deel uit van de 'Hoofdgroenstructuur' en de 'Ecologische structuur' van de gemeente Amsterdam. Het is een onderdeel van de ecologische verbindingszone Amstelland-Spaarnwoude, de zogenaamde Groene AS. In het ontwerp-streekplan Noord-Holland Zuid van Gedeputeerde Staten uit 2002 was het Geuzenbos nog ingetekend als toekomstige bedrijvenlocatie voor te verplaatsen (milieuhinderlijke) bedrijven. Hiertegen is actie gevoerd door verschillende belangengroepen. Aanwijzing van het Geuzenbos als nieuw te ontwikkelen bedrijventerrein lijkt voorlopig van de baan.

## Geschiedenis
Al vanaf 1100 beschermde de Spaarndammerdijk het land tegen het water van het IJ. Het gebied was tot de inpoldering in 1875 water en onderdeel van het IJ. Met de ontwikkeling en uitbreiding van het Westelijk Havengebied vanaf 1960 wordt een deel van de Groote IJpolder en de Spaarndammerdijk onder een vier meter dikke laag ophoogzand bedolven. Het deel ter hoogte van het gemaal is lang gebruikt als stortplaats voor slib dat vrijkwam bij de verwerking van suikerbieten door de nabij gevestigde fabriek van de Centrale Suiker Maatschappij (CSM). Het maaiveld in de polder kent hierdoor hoogteverschillen van circa vijf meter en een sterk wisselende bodemopbouw en samenstelling, van klei tot kalkrijk zand.
In het Geuzenbos is op de Spaarnwouderdijk (toen Spaarndammerdijk geheten) in 2006 de top van een rond 1650 door Rembrandt in een ets vereeuwigde banpaal uit 1624 teruggeplaatst. Hij staat op ongeveer 150 meter van de oorspronkelijke locatie omdat de dijk is verlegd.  

## Ontwikkeling
In 1991 is het oudste deel van het Geuzenbos op initiatief van gemeenteraadslid Roel van Duijn als productiebos aangelegd. De natuurfunctie van dit productiebos is beperkt, doordat bij de aanplant per plantvak telkens maar een boomsoort is toegepast. Het deel dat niet werd ingeplant is in de loop van de tijd geworden tot gevarieerd ruigtegebied met een hoge natuurwaarde. Het geheel heeft zich ontwikkeld tot een struingebied dat kan worden betreden over enkele voetpaden. In het noordelijk deel, toegankelijk vanaf de Wethouder van Essenweg, staat een vijftien meter hoge uitkijktoren. In het meest noordwestelijke deel is een helofytenfilter aangelegd. 
In het zandgedeelte is de biodiversiteit versterkt door het graven van zeventien paddenpoelen met een verschillende omvang en diepte. Er is een geschikt leefgebied voor onder andere de rugstreeppad gecreëerd bestaande uit oudere loofbosjes, duinstruweel, poelen, open zandige en reliëfrijke plekken met ruigte- of graslandvegetaties.
Ten zuiden van de Wethouder Van Essenweg is voor het laagste gedeelte van het Geuzenbos een systeem ontwikkeld om water te bergen. Dit polderdeel functioneert als zogenaamde tussenboezem en bergt grond- en regenwater. Dijkjes maken dat in dit gebied het water tot zo’n vijftig centimeter boven het polderpeil opgestuwd kan worden. Dit proces verhoogt de dynamiek van in gras- en bosterrein en verbetert de biodiversiteit. 

## Natuur

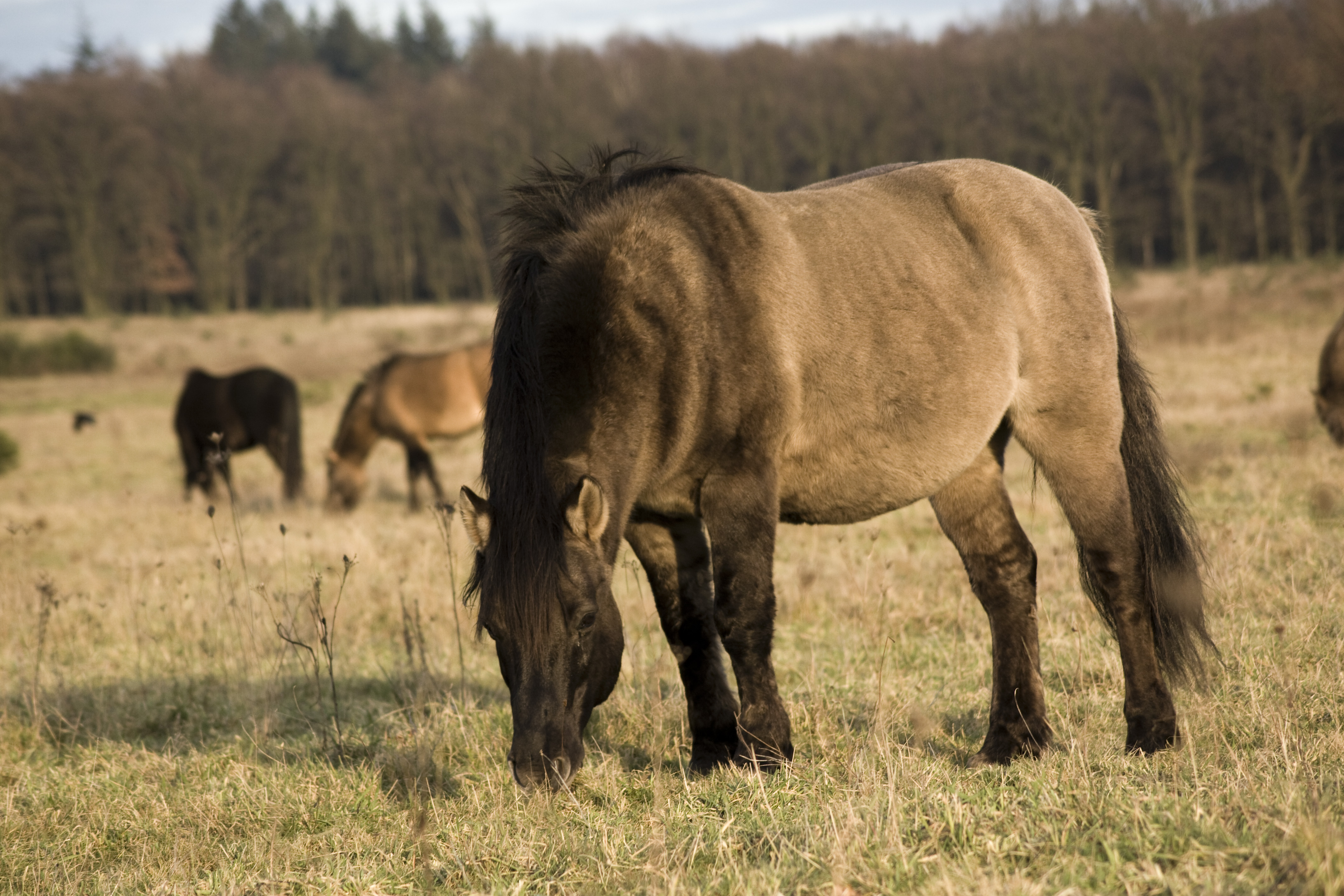
Grazend konikpaard

Het Geuzenbos kent een hoge biodiversiteit. Het bos is broedgebied voor havik, buizerd, bruine kiekendief, ijsvogel, nachtegaal, groene specht, grote bonte specht en vink. In de rietvelden nestelen blauwborst, snor, rietzanger, rietgors, wilde eend, krakeend, roerdomp en dodaars. Vos, boommarter, hermelijn, egel, haas, konijn en verschillende soorten vleermuizen worden in het gebied gezien. Ook gewone pad, rugstreeppad, meer- en bastaardkikker, bruine kikker, ringslang, kleine watersalamander en verschillende soorten libellen en juffers en dagvlinders zijn aanwezig. 
Sinds 2007 wordt het Geuzenbos als natuurterrein beheerd door de 'Stichting Free Nature' die er konikpaarden en Schotse hooglanders laat grazen. In 2011 werd het begrazingsgebied aan de westkant uitgebreid. In 2012 is er een veepassage over de drukke Wethouder van Essenweg aangelegd.

## Andere Geuzenbossen
Er is ook een 'Geuzenbos' bij Oostvoorne. In Drenthe ligt te Mantinge het zes hectare grote landgoed Geuzenbos.